# Харат
Харат — село в Эхирит-Булагатском районе Иркутской области России. Административный центр Харатского муниципального образования. Находится примерно в 21 км к востоку от районного центра.

## Население
| 2002 | 2010 | 2011 | 2012 |
| ---- | ---- | ---- | ---- |
| 916  | ↘877 | ↘874 | ↘849 |

По данным Всероссийской переписи, в 2010 году в селе проживало 877 человек (425 мужчин и 452 женщины).